# 布奇·卡特
小克拉伦斯·尤金·卡特（英語：Clarence Eugene Carter Jr.，1958年6月11日—），美国NBA联盟前职业篮球运动员。他在1980年的NBA选秀中第2轮第14顺位被洛杉矶湖人选中。